# Castello di Vichtenstein
Il castello di Vichtenstein (in tedesco Burg Vichtenstein) si trova nell'omonimo comune austriaco del Distretto di Schärding appartenente al Land dell'Alta Austria. La sua storia inizia nell'XI secolo.

## Storia

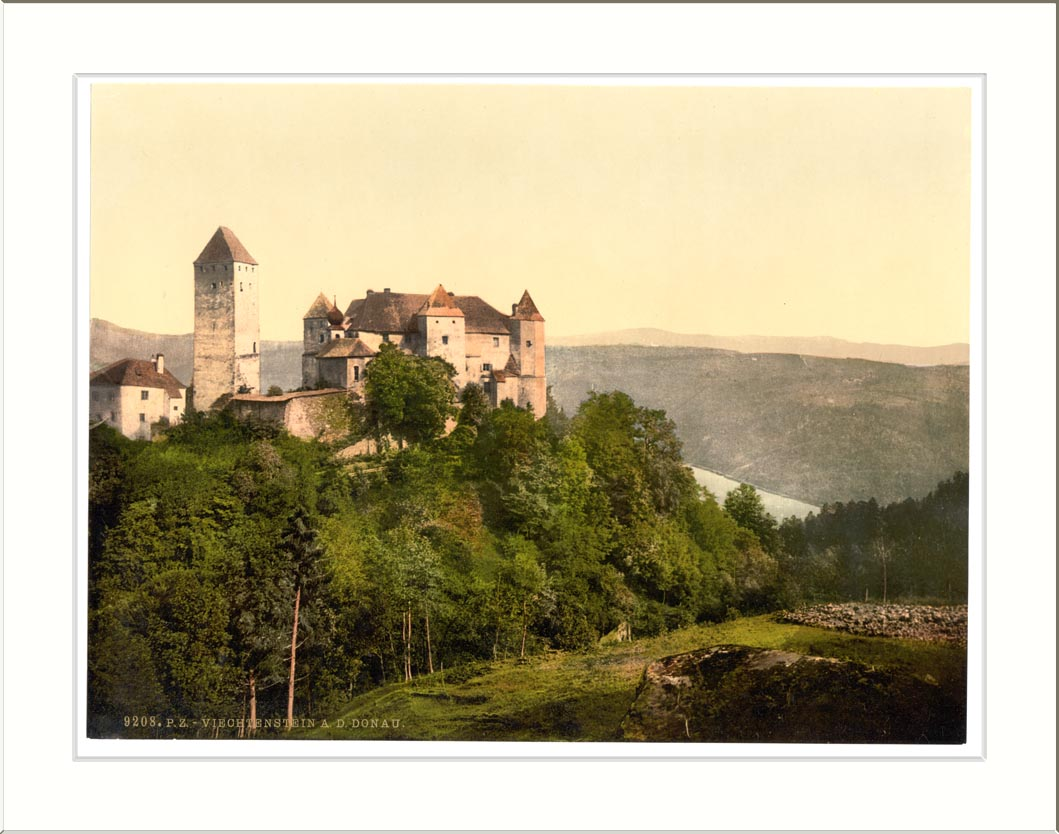
Castello di Vichtenstein

Il territorio del Sauwald e del Vichtenstein non hanno mai avuto un ruolo importante nella storia dell'Austria, nemmeno nel periodo della Controriforma e della Guerra dei trent'anni. La storia del castello tuttavia permette di approfondire la tematica del sistema feudale del Medioevo, quando, a causa della mancanza di un sistema giudiziario funzionante, le persone difficilmente potevano contare sul rispetto dei loro diritti. Il castello di Vichtenstein è uno degli edifici fortificati più antichi del paese e si ritiene che già i romani avessero qui una delle loro numerose torri di avvistamento sulla roccia dove in seguito venne edificato il castello. 
Solo dopo la battaglia di Lechfeld del 955 che fermò l'avanzata degli Unni verso ovest iniziò la colonizzazione del Sauwald, precedentemente in gran parte disabitato. Furono create numerose residenze nobiliari e la prima modesta fortificazione fu costruita a Vichtenstein approssimativamente nella prima metà dell'XI secolo. Si trattava probabilmente di un semplice edificio quadrato in pietra. La data esatta di costruzione non è nota, ma sono stati rinvenuti diversi resti di mattoni cotti intorno al 1050. Il nome Vichtenstein appare per la prima volta nel 1070 in un documento del vescovo Altmann di Passavia. Il nome deriva probabilmente dall'abete rosso (in tedesco Gemeine Fichte), specie di albero raro nell'Alto Medioevo, ma diffuso nella zona attorno al castello. Il luogo di costruzione fu scelto perché il Danubio poteva essere controllato da molto a monte ed il sito era anche strategicamente ed economicamente importante perché vi passava una trafficata via del commercio del sale, l'Altstrasse, che permetteva di evitare gli elevati pedaggi richiesti a Passau. I costruttori del castello furono probabilmente i membri dell'antica famiglia nobiliare imperiale dei Forbacher che esercitava già dal IX secolo i diritti di contea su gran parte della Baviera orientale dominando tra l'altro la zona tra l'Isar e l'Hausruck. Dal 1028 la famiglia poteva fregiarsi del titolo di Conti di Formbach e venne incaricata dall'imperatore di controllare il territorio. Il dominio di Vichtenstein dei conti Formbach nacque nell'ultimo quarto dell'XI e il centro del loro potere divenne il castello di Vichtenstein. Il conte Tiemo I von Vornbach viene citato come il suo costruttore e verso la fine dell'XI secolo la famiglia si divise in quattro linee, di cui Enrico II fu il capostipite della linea Formbach-Neuburg-Vichtenstein. Nel 1125 Dietrich I von Formbach vendette il castello all'abate Wirnto dell'abbazia benedettina di Vornbach che successivamente accettò solo il titolo di Conte di Vichtenstein. Questa linea dinastica Vichtenstein si estinse con Dietrich I nel 1145 e sua figlia Edvige, che aveva sposato l'Hallgraf Engelbert III von Wasserburg, ne ottenne a quel punto la signoria. Questi appartene ai ricchi Conti del Sale di Salisburgo della Piana e possedeva numerosi castelli e palazzi. La sede del suo potere si trovava a Wasserburg am Inn e di conseguenza il castello di Vichtenstein perse gran parte della sua importanza anche se qui visse suo figlio Gebhard II, che si faceva chiamare conte von Vichtenstein. Nel 1169 Gebhard II entrò come canonico nel monastero agostiniano di Reichersberg e cedette la signoria a suo fratello Dietrich II mentre ne frattempo il pedaggio sul Danubio nella vicina postazione di gabella portava entrate significative. Il conte Dietrich II apparteneva alla corte di Babenberg e nel 1189 prese parte alla crociata in Terra Santa insieme all'imperatore Barbarossa riuscendo a tornare illeso a Vichtenstein dove morì nel 1205, ponendo così fine al periodo di massimo splendore del maniero.
 

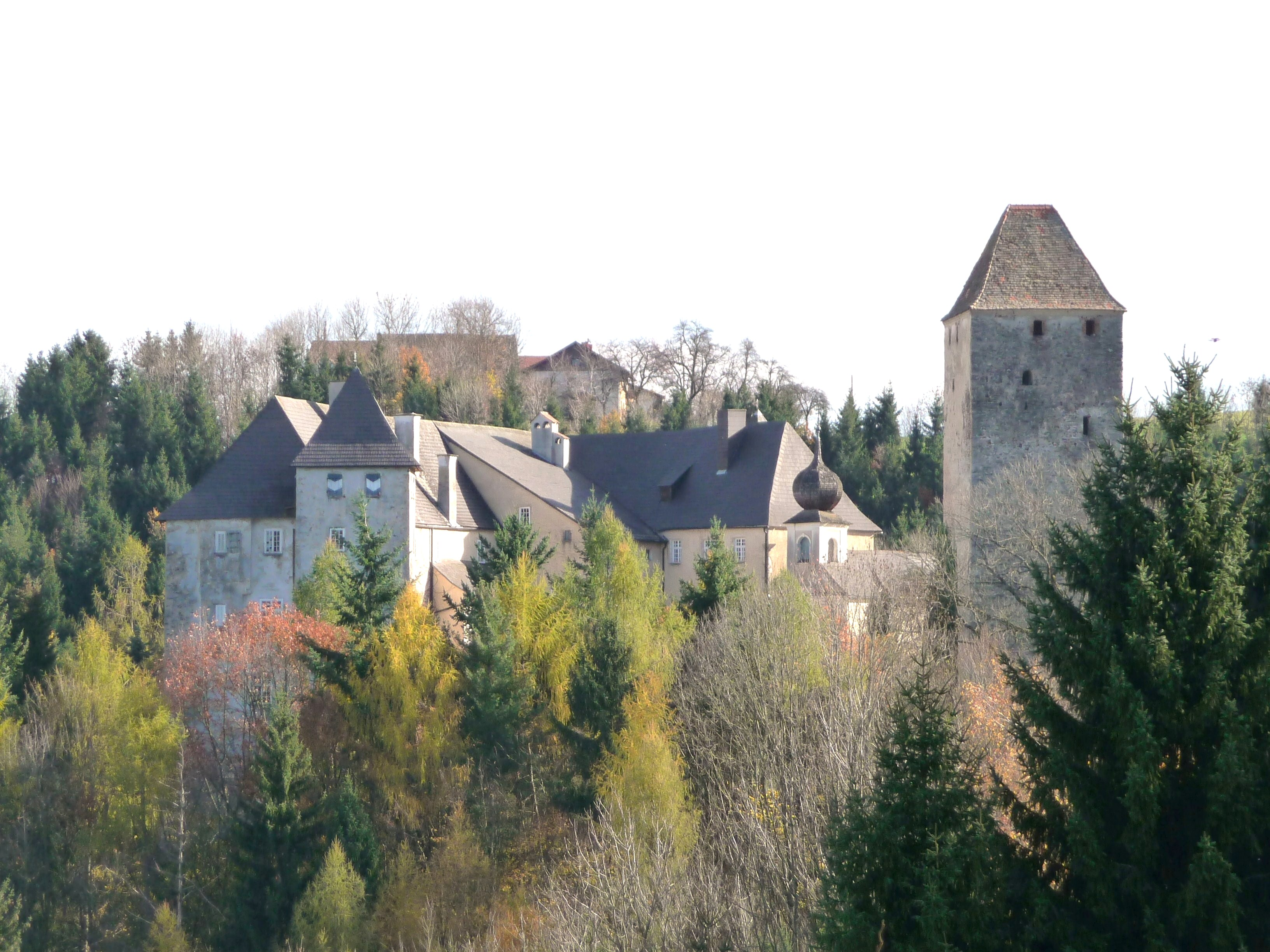
Castello di Vichtenstein, parte ovest

Il conte Konrad von Wasserburg-Vichtenstein, figlio di Dietrich II, prese parte ad un'altra crociata in Egitto nel 1218 e in precedenza si era impegnato con il principe vescovo Ulrico II di Passau, dal quale aveva ricevuto un grosso prestito per equipaggiare i suoi militari, di cedere Vichtenstein alla diocesi se non fosse tornato o non avesse avuto discendenti. Poco dopo, però, si sposò e trasferì il castello di Vichtenstein a sua moglie Kunigunde. A differenza del vescovo Ulrich, che andò anche lui in Terra Santa e morì durante il viaggio di ritorno, sopravvisse alla crociata, ma il nuovo vescovo Gebhard insistette sul trattato del suo predecessore e non volle più restituire Vichtenstein. Ne risultò una faida durata anni, nella quale il conte venne privato dei privilegi vescovili e dai diritti sui mercanti di Passau, inoltre i suoi compagni d'armi furono banditi dall'impero. Nel 1224 si raggiunse una soluzione grazie alla mediazione del duca Leopoldo VI. Konrad ottenne il palazzo mentre il mastio andò alla diocesi di Passau. La soluzione si rivelò presto non molto pratica così tre anni dopo anche il palazzo venne acquistato dai vescovi. Tutto il castello di Vichtenstein divenne così proprietà della diocesi di Passau fino al 1782. Il conte Konrad rifiutò la situazione e durante la disputa per le investiture nel 1230 catturò il vescovo Gebhard e il suo seguito. La liberazione avvenne solo dopo il pagamento di un ingente riscatto e alla fine il vescovo, che si diceva avesse uno stile di vita dissoluto e si fosse reso colpevole dell'omicidio di un canonico, dovette rinunciare al suo incarico. Morì poco dopo. Nel 1240 Konrad intraprese un'altra faida per riprendere possesso di Vichtenstein ma la mossa non ebbe fortuna e nel 1244 il conte cedette definitivamente il suo castello nell'ambito di un trattato di pace e la diocesi accettò di versargli ingenti pagamenti anticipati che furono completamente saldati solo 20 anni dopo. Poiché il conte era rimasto senza figli, risultò alla sua morte che i vescovi avevano lottato e pagato per qualcosa che sarebbe stato comunque loro ma non poterono più riottenere la restituzione di quanto versato. Il castello perse ulteriormente importanza e la sua amministrazione venne affidada a semplici custodi episcopali. Il primo vescovo di Passau ad abitare almeno temporaneamente nel castello nel 1254 fu Otto von Lonsdorf. Nel 1367 risultò proprietario il giudice cittadino di Passau Andreas Haller e in quel periodo si registrò una rivolta dei cittadini di Passau contro il barone e principe vescovo Albrecht III von Winkel con l'intenzione di eliminare il dominio episcopale della città e Haller fu eletto capitano dei ribelli. Questi alla fine furono ostracizzati e scomunicati dopo essere stati sconfitti dalle truppe vescovili e Haller, caduto in disgrazia, venne poi ucciso dai rivoltosi. Intanto però aveva venduto illegalmente il maniero al cavaliere Friedrich von Puchberg e questo generò altre lotte che durarono due anni. Nel 1370 la diocesi, in difficoltà economiche per gli scontri ripetuti, cedette Vichtenstein agli Schaunberger. Il conte Heinrich VII von Schaunberg fece ampliare notevolmente le strutture difensive del castello che, nel 1382, venne ceduto al duca Alberto III d'Austria che lo restituì alla diocesi di Passau. Fino alla secolarizzazione del principato vescovile di Passau nel 1803 il castello venne gestito da persone di fiducia della diocesi e divenne essenzialmente una residenza di caccia e occasionalmente una prigione. Con la secolarizzazione i diritti di proprietà sul castello passarono allo Stato austriaco. Tra il 1810 e il 1816 il territorio rientrò brevemente nella giurisdizione della Baviera. Intorno alla metà del XIX secolo lo Stato ne cedette il controllo alla Banca nazionale austriaca e nel 1862 fu acquistato da Laurenz Fölser, un ricco industriale di Haslach, che tuttavia era interessato solo allo sfruttamento della proprietà forestale e vendette la tenuta nel 1864 al conte Julius von Falkenhayn, che in seguito divenne ministro dell'agricoltura austriaco e governatore dell'Alta Austria. Questi Fece chiudere la fabbrica di birra che intanto era stata aperta nel castello e trasferire le sue attrezzature al castello di Engelszell. Nel 1868 fu il conte Robert Pachta ad acquistare la struttura e mentre lui si stabilì nel castello di Engelszell suo figlio Alfons Pachta prese residenza a Vichtenstein. Il conte Parcival Pachta, figlio di Alfons, nel 1938 cadde dalla scala mentre cercava di aprire l'ingresso alto del mastio e morì poco dopo. I suoi fratelli, che non avevano alcun interesse per il castello, volevano venderlo e come acquirenti trovarono la famiglia Schulz del Brandeburgo che pose la condizione di rispettare gli impegni solo se i suoi membri maschi non fossero morti durante la seconda guerra mondiale. Nel frattempo il maniero era stato utilizzato come campo di transito per profughi ed era sovraffollato da circa 350 persone che provocarono gravi danni in particolare agli arredi. Quando nel 1955 fu nuovamente a completa disposizione della famiglia, i danni peggiori iniziarono ad essere riparati. Il castello è ancora di proprietà privata della famiglia Schulz-Wulkow. Non è visitabile.

## Descrizione

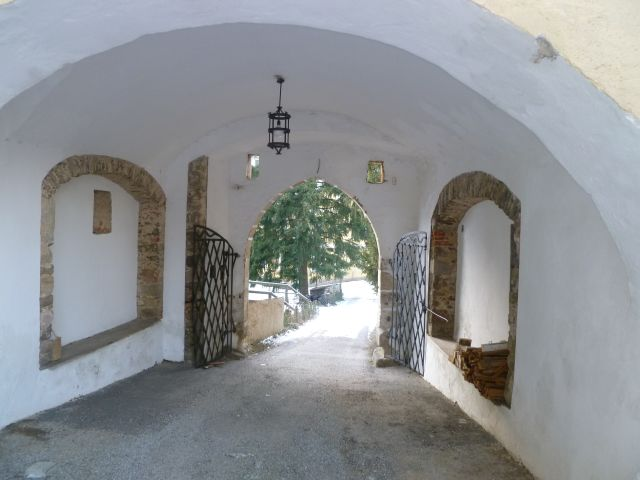
portale di accesso visto dall'interno

Il castello di Vichtenstein si trova nell'omonimo comune austriaco del Distretto di Schärding, Land dell'Alta Austria. Posto su una roccia che sporge nella valle del Danubio, sul versante settentrionale del Sauwald, è un complesso medievale ben conservato che è stato ricostruito più volte dal XVI al XX secolo conservando il suo carattere originario. L'accesso al castello avviene tramite un ponte in mattoni che attraversa il fossato e termina con l'alta porta gotica ad arco ogivale che conserva ancora ben visibili le aperture per i rulli dell'ex ponte levatoio. Attraverso l'androne ad arco in mattoni ma intonacato si accedeva anticamente al cortile anteriore allungato, delimitato su entrambi i lati da cortine murarie e che immetteva nel cortile interno. Sopra la porta sul lato del cortile vi era una merlatura. 

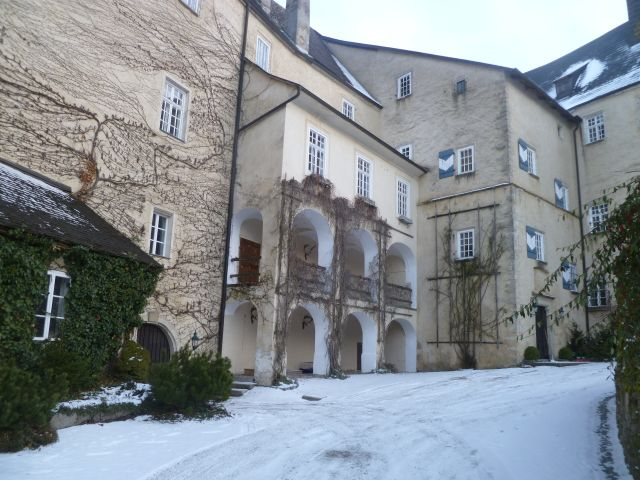
Cortile interno

L'accesso alla rocca era possibile solo dopo aver attraversato una parte stretta e allungata del cortile e una seconda porta. Dopo il vasto smantellamento della cortina muraria e di questa porta doperata dai conti Pachta nel XIX secolo, la separazione tra il castello esterno e il castello principale è scomparsa. Gli edifici residenziali a tre piani nel cortile interno erano addossati alla cortina muraria a nord e ad est, ma ora sono in gran parte liberi. Al loro interno si conservano le strutture del palazzo romanico del XII secolo, ad esempio le fondamenta nel seminterrato. Sul lato ovest si conserva un portale ad arco romanico. Al terzo piano è presente un timpano del XII secolo con un busto virile. Per molto tempo non è stato chiaro se questo rilievo granitico potesse provenire dal periodo romano o dal periodo celtico. È stato ritrovato sul lato est del castello ed è stato murato nel vano scale del castello solo negli anni sessanta. I due edifici più interessanti sono il mastio quadrato e quello della cappella gentilizia dedicata a Sant'Ippolito. Si tratta di un edificio separato sul lato est del castello, che ha una torretta e una copertura a cipolla. Il piccolo edificio sacro è costituito dal presbiterio con volta a crociera del XI secolo e dalla navata con volta a botte del XVII secolo, alla quale si unisce ad angolo ottuso. Il possente mastio si sviluppa per un'altezza è di quasi 35 metri. I primi quattro piani hanno uno spessore delle pareti compreso tra 2,5 e 3,5 metri. Durante il periodo gotico la torre fu rialzata di altri tre piani e qui lo spessore delle pareti è molto minore. È fatto di pietra di cava e coperto da un ripido tetto a padiglione. I suoi bordi sono rinforzati con blocchi a schiena d'asino e normali blocchi di granito. Non veniva quasi mai utilizzato per scopi difensivi, poiché forse non aveva una merlatura. Le finestre ad arco romaniche - tre su ciascuna delle quattro facciate - non consentivano alcuna vista dal basso e rappresentava soprattutto un simbolo di potere, ma anche un luogo di rifugio nei momenti di bisogno. Altrimenti fungeva da torre di avvistamento. Nella zona superiore, nello spessore del muro, è ricavata una scala in pietra. Le ex scuderie tra la cappella e il mastio furono rimosse con la demolizione delle cortine murarie. Comprendevano tre torri sporgenti che fungevano da protezione laterale e sono state conservate. La torre quadrata ovest era originariamente una torre a scale, ma successivamente fu trasformata in una torre residenziale. La torre quadrata sud-est venne utilizzata anche per scopi residenziali. La torre rotonda a conchiglia sull'angolo nord-orientale era la torre difensiva più antica, ma in seguito venne dotata di una sommità ottagonale.

### Bene architettonico tutelato
il castello di Vichtenstein è stato posto sotto tutela dei monumenti da parte della Repubblica austriaca col numero 38365.